# オランダの薬物政策

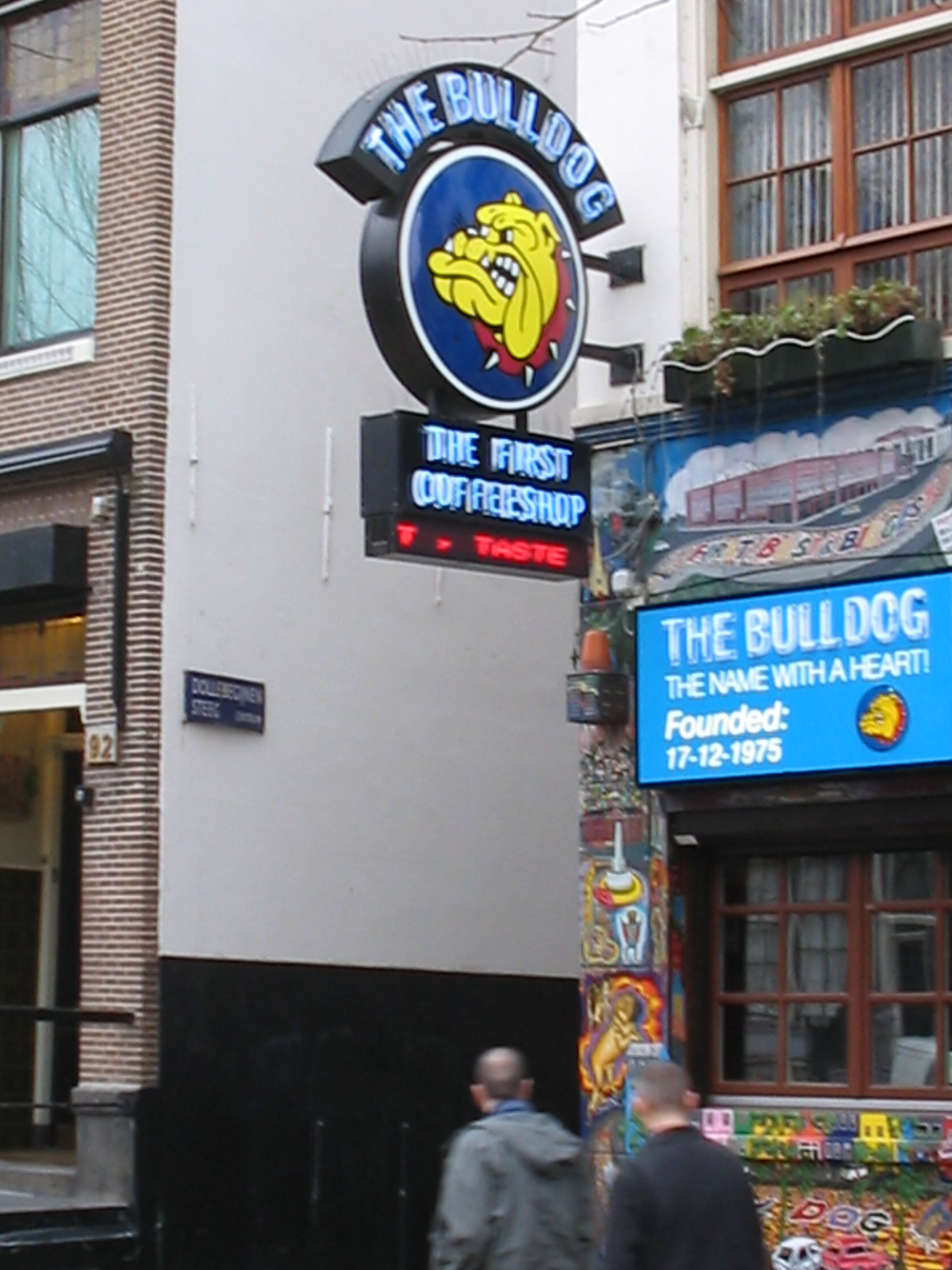
オランダのコーヒーショップ（アムステルダム） コーヒーと一緒に大麻も扱っている

オランダの薬物政策（オランダのやくぶつせいさく）は、厳しい政策で薬物を完全に追放することは不可能だという前提に立った、オランダ政府の薬物（麻薬）に対する国内政策の2つの原則を指す。
1. 薬物使用は公衆衛生の問題であり、犯罪ではない。
2. 薬物による害を減らす。このため、ハードドラッグ（コカインなど）とソフトドラッグ（マリファナなど）を政策上明確に区別する。

## 概要

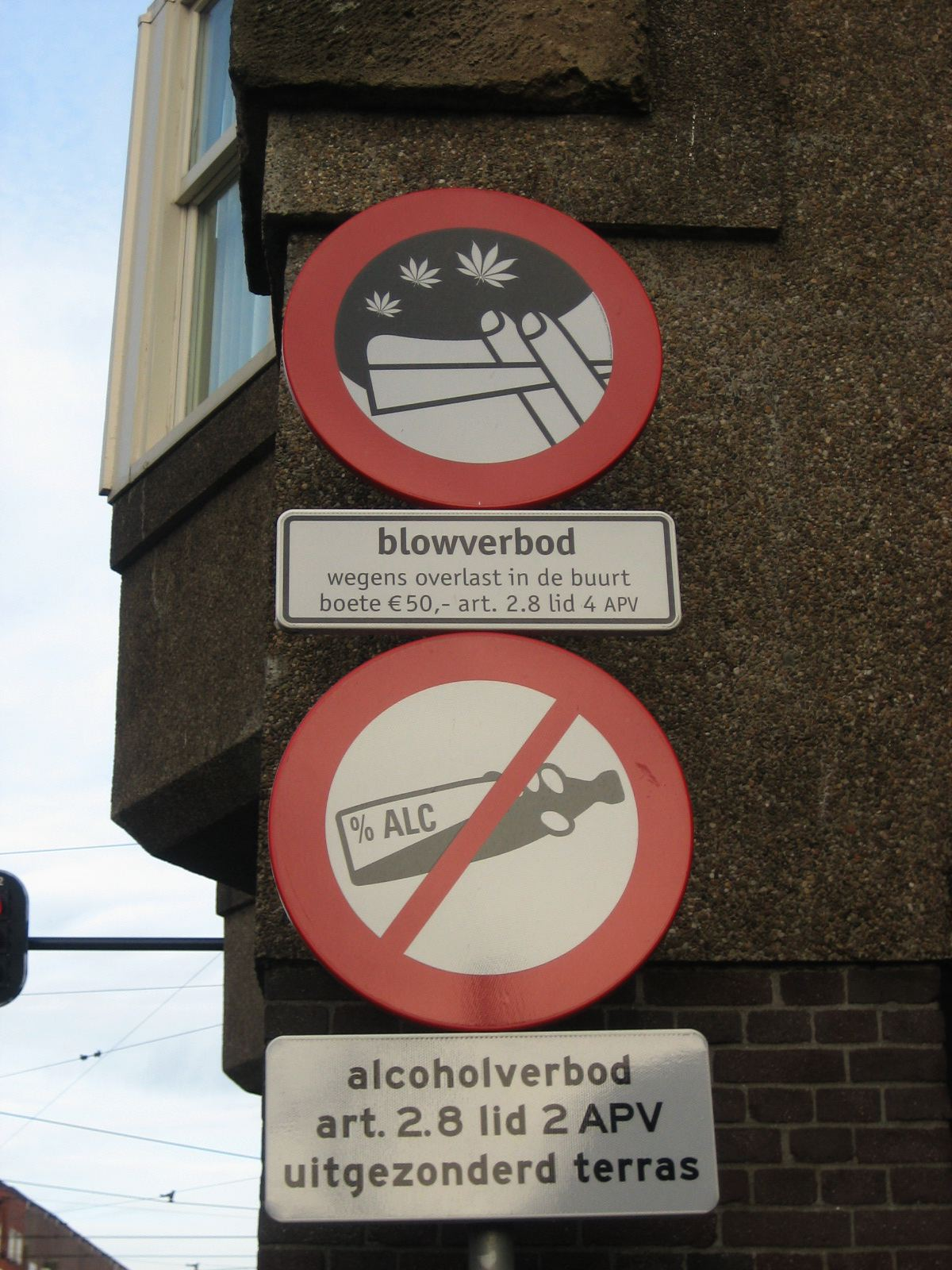
アムステルダムの大麻喫煙と飲酒の規制を示した標識

これらは現実に即した実用主義的な政策だ、とオランダ政府は主張する。
大麻などのソフトドラッグ使用者が多いオランダでは、ソフトドラッグを完全追放できないと考える。これを禁止法で抑えつければ、ソフトドラッグがハードドラッグと同じ闇市場に出回る結果、ソフトドラッグ使用者がハードドラッグ使用に走る機会を増し、薬物による害を増やすことになる。
これよりは、行政がしっかり管理できる施設にのみ一定条件下でソフトドラッグ販売を許可し、ソフトドラッグ市場とハードドラッグ市場を完全に分離し、ハードドラッグが入ってこないようにソフトドラッグ市場を限定して厳格に管理したほうが薬物による害は少なくなる（ハーム・リダクション）との考えである。
他国の大部分も、薬物は社会にとって有害であると考えるが、オランダとは反対に（ソフトドラッグを含め）薬物を追放する政策を取っている。従って、他国とオランダの薬物政策が異なるため、摩擦が生じている。特に近隣のフランスやドイツとの摩擦が顕著である。2004年現在で、隣国ベルギーでは、オランダモデルに近づいているように見受けられる。ならびに、少数のドイツ地方議員がオランダモデルに基づく試みを提唱している。スイスにおいて、オランダモデルに追従するか否かの議会の長く激しい討論が持たれたが、2004年にこれを行わないことが決定した。現在の所スイスにおいて、住民投票における質問が準備されている。

## 公衆衛生
一般的にソフトドラッグの使用は禁止されておらず、これは身体の問題における自決の原則に基づいている。具体的に言うと、自身を傷つけることは違法では無いという事である。この限りにおいて、個人使用を目的とした使用者による少量のソフトドラッグの所有は起訴されない。ただし、自身の行動の結果には責任を負う。薬物の作用を受けての運転は、主に公的生活妨害の見地から禁止されている。
オランダはハームリダクション政策をとっている。これは公衆衛生及び薬物害の見地から、薬物使用者に対するサポートをしていく政策である。HIV予防のために薬物使用者に注射針を提供し、薬物使用者である拘留者のための拘留施設を設けている。この拘留施設では、薬物使用に対するカウンセリングや社会復帰プログラムを組んでいる。
薬物常用者・依存者は、病気として扱われ治療を受けることが出来る。また、拘留者と同様に彼らのための厚生施設があり、個々で治療やカウンセリング、社会復帰プログラムを受けることが出来る。ヘロインやアヘン中毒者にはメサドンを処方することができる。
オランダは医療大麻の研究に熱心であり、患者は医療大麻の処方を受けることが出来る。

## 背景
薬物に対する寛容政策を採るに至った幾つかの背景がある。
- オランダには、ヨーロッパにおける海上貿易の玄関口としての側面があり、物品の出入が激しく、薬物の入出が激しい。 ロッテルダムの貿易量は世界一であり、貿易中継地点である。また多くの人々がこの国に出入りする。
- 人口密度が高く、都市化が進んでいる。

また、薬物に対する寛容政策を採るに至った、歴史的背景が指摘されている。
- オランダは歴史的に多くの迫害者を受け入れており、また移民を受け入れてきた。それにより、さまざまな文化に対して寛容である。
- 18世紀から19世紀の西欧諸国において、薬物、特にアヘンの貿易は経済的に重要であった。（関連：阿片戦争）西欧諸国は東アジアに向けてアヘンを輸出して経済を潤している側面があり、アヘンはその当時最も価値ある商品の一つとなっていた。オランダにとってもまた、アヘンは重要であり植民地への商品として輸出された。20世紀初頭までは、オランダはコカインの最大生産国であり、これもアヘンと同様に植民地へ輸出された。アヘン及びコカインの製造はオランダによって管理され、これらの貿易の収入は国庫を潤した。
- アメリカ合衆国やその他西欧諸国に比べると、薬物への危機意識が少なかった。アメリカにおいては、南北戦争の際広くモルヒネが使われており、これに伴い多くのモルヒネ中毒者を生み出した。その他西欧諸国おいても、普仏戦争で同様のことが起こった。オランダはこれらの薬物禍に関わらなかった。

以上などの理由により薬物市場が形成され、早い時期から薬物禍が起こった。政府はその様な背景を基に、薬物の全面的な排除は非現実と判断している。

## 経緯
1919年にオランダはアヘン法を制定した。これは、1910年代のアヘンに関する諸議定書及び、1911年に締約した国際阿片条約の実施立法であった。これらの条約及び議定書は、締約国にアヘンやコカインの使用の禁止、輸出・製造の制限を求める物であったが、締約国は主に帝国主義であり、商品としての麻薬を制限することになる批准には消極的であった。そして、オランダも同様であった。しかし、当時国内で薬物禍が広がりつつあったアメリカの働きかけにより、1919年に調印されたヴェルサイユ条約第295条に、国際阿片条約及び議定書の締約国は12ヶ月以内に批准する旨の、条項が設けられた。これにより、条約及び議定書はオランダも含む締約国で批准された。
アヘン法は制定されたが、その運用は部分的にしか行われなかった。アヘンは、東インド諸島に輸出されており、経済及び統治の観点から法の運用を行わないことを判断していた。また、国内にはアヘン使用人口は少なく、一部の中国人の間で使用されていただけだった。アヘン法は、これらの中国人にのみに選択的に運用されていた。
1953年、オランダは大麻の統制条項をアヘン法に加えた。以前では大麻の喫煙はオランダにおいてほとんど行われていなかったが、第二次世界大戦後よりそれが見られるようになった。その後の1960年代、アヘン法に基づく逮捕者は増加し始め、また、LSDやヘロイン、コカイン、アンフェタミン、アヘンなどのハードドラッグがオランダ国内に流入し始めた。1960年代から70年代にかけてのヒッピー・ムーブメントやサイケデリック・ムーブメントなどのサブカルチャーを背景に、ハードドラッグの乱用が若者の間で広がりつつあった。それに伴い、大麻の法執行の見直しが、提唱されるようになった。

### 1976年のオランダアヘン法改正
1976年のオランダアヘン法の改正が、オランダにおける現在の寛容政策の基礎となっている。この改正により個人使用におけるソフトドラッグの所持や使用が、法執行において低い優先順位となった。オランダ政府は1960年代から薬物問題に本格的に取り組み始め、それに伴い複数の委員会が立ち上がる。アヘン法改正は、ヒュルスマン委員会(Hulsman Commission)及びバーン委員会(Baan Commission)からの報告に影響を受けているとされる。
1968年に、ヒュルスマン委員会はオランダ政府の外郭団体である国家精神衛生連合機構（National Federation of Mental Health Organizations）により立ち上げられた。薬物学者ラウク・ヒュルスマン（Louk Hulsman）が議長を務め、委員は官・民を問わず薬物や法分野の専門家が集められた。1971年に、同委員会はヒュルスマン・レポート（Hulsman report）としてしられる、薬物政策の展望を示した報告書を提出している。この報告書において、全ての薬物を段階的に開放することと、それに伴う執行形態の変更を提唱した。
また、1968年に保健相により国の委員会が立ち上げられ、1970年からこの委員会の議長をピーター・バーン(Pieter Baan)が勤めた。この委員会はバーン委員会(Baan Commission)として知られている。1972年に、バーン委員会はバーン・レポート(Baan report)として知られる、報告書を提出した。バーン・レポートは大麻の犯罪化は社会的問題を加速させると指摘した上で、薬物を分類で分ける事を提案した。それに伴い、大麻とそれ以外の薬物を異なる分類に置き、大麻を非犯罪化し、またそれ以外の薬物を取り締まることを提唱した。この報告書に基づき、オランダアヘン法が改正においてソフトドラッグ・ハードドラッグの区別が行われた。また、マリファナの30gまでの所持や使用の法執行における優先順位が下げられ、1979年のガイドラインにて AHOJ-G 基準が策定、コーヒーショップにおけるソフトドラッグ販売が制限付きで非刑罰化された（「コーヒーショップ」の制度節を参照）。

### 1996年のガイドライン
1996年に制定された検察庁へのガイドラインにより、個人使用におけるソフトドラッグの実質的な開放が確定された。このガイドラインは、薬物の量や種類、違反の種類で、検察による求刑量を制限している。このガイドライン制定は、1995年発行の報告書『オランダにおける薬物政策』(Drugs Policy in the Netherlands)に影響を受けている。この報告書は保健省・体育省・厚生省・法務省により提出された。また、この報告書は今までの政策とその影響や現状を振り返り、分析し、指針を出している。また、AHOJ-G 基準が改正された。

## 最近の進展
2005年、国境の町であるマーストリヒトの市長ヘルト・レールス（Gerd Leers）は現在の政策を矛盾していると批判した。大麻の小売と所持を認可する一方、栽培および卸を不認可することにより、政府は治安と犯罪からなる多くの問題を作り出していると、市長は主張している。かつ、栽培の合法化及び調整をするか、又は、完全な抑制をするか、のどちらか一方に切り替えて欲しいと主張している。 レールスの主張は地方自治体からの支持を集め、栽培問題を再び議題に呼び戻した。
2008年11月、オランダの政権与党第1党キリスト教民主アピール(CDA/41議席)はソフトドラッグの販売禁止を提案した。ピーター・ファン・ヘールは「ソフトドラッグを販売するコーヒーショップの全面閉鎖」を主張。連立与党第3党のキリスト教連盟党(CU/6議席)もこれを支持した。これに対し、連立与党第2党の労働党（PvdA/33議席）は反対を表明。

## ハードドラッグ/ソフトドラッグ
オランダでは、ハードドラッグとソフトドラッグが明確に区別されている。オランダアヘン法（Opiumwet）では2つのカテゴリ（Lijst）を設けており、カテゴリIをハードドラッグ、カテゴリIIをソフトドラッグとしている。アヘン法に基づくハードドラッグとは、「容認できない」危険性を生じさせる薬物の事であり、ヘロインやコカイン、エクスタシーなどを指す。また、ソフトドラッグとはマリファナ（大麻の葉や花を乾燥させた物）やハシシ（大麻樹脂）などの大麻加工品やマジックマッシュルームなどを指している。薬物の分類は、物質の精神的中毒性もしくは肉体的中毒性があるかどうかに基づき定められた。言い換えれば、薬物離脱時の穏やかな摂取欲より悪い弊害を伴わない精神的中毒性の薬物、もしくは、危険な禁断症状および恒久的な肉体的損傷を生じるという確証がない肉体的中毒性の薬物は、取り締まらない。この政策の主要な目的の一つは、ソフトドラッグ使用者がハードドラッグに接する可能性を低くする為に、ソフトドラッグとハードドラッグの市場を分離することにある。また、犯罪の影響をソフトドラッグ市場から取り除き、犯罪を減少させる事も目的としている。
オランダには、「コーヒーショップ」といわれる公然とソフトドラッグを販売する店が存在する。コーヒーショップにおいて、法律に基づき個人使用目的において法が許している最大量を顧客に、法に従い販売している。その限りにおいては、コーヒーショップは処罰されない。しかしながら、コーヒーショップの仕入れ先は、まだ処罰されている。実際には、栽培に為の1人あたり5苗の大麻、もしくは、1人にあたり5グラムのマリファナもしくはハシシが、「個人使用用途」の条項における上限である。2004年の判決例では、360グラムの所有に対して、没収と750ユーロの罰金が課せられた。コーヒーショップは他の小売店と同様に税金を払っている。とはいえ、大抵コーヒーショップはソフトドラッグの供給に伴う領収書を申告出来ない為、コーヒーショップの為の幾つかの特別控除がある。
大規模な売買・製造・輸入・輸出は、たとえ末端使用者もしくはコーヒーショップに対して許可量を超えて供給していなかった場合においても、法律上許容される最大限の告訴がされている。しかしながら、コーヒーショップに薬物がどのように供給されているかは、めったに厳密には調査されない。確かなこととして、大麻を違法とする国が原産であるドラッグが、コーヒーショップで売られていることが挙げられる。供給元の多くは、ハードドラッグとソフトドラッグを区別しない利益を得る事を動機とした犯罪者である傾向がある。それゆえ、ソフトドラッグ政策は「供給の問題」を解決しない事により、オランダをヨーロッパにおけるハードドラッグ取引の中心にした。この問題に対抗するために、厳重に管理され適法な大麻に対する製造工程の創設が、ここ数年間に渡り多くのオランダ人の政治家によって提案された。2005年末までには、オランダ議会の大部分は大麻の管理された栽培及び製造の実験を支持した。この実験がいつ・どのように行われるかは、立法問題のために未定である。

## 不執行
オランダにおいて大麻は今なお規制物質である。かつ、個人使用のための製造及び所持は軽犯罪であり、罰金を科せられ得る。コーヒーショップも、法に照らし合わせれば違法である。前述したように実際には起訴されず、法は執行されていない。しかしながら、不執行の方針は、不執行への信用が一般的となる状態をもたらした。そうしたことから、個々の事件が起訴された場合、裁判所は行政に反する裁定を行った。
これらの状況は、オランダ法務省がソフトドラッグに関する寛容政策(Gedoogbeleid)を適用している為である。これは、1996年に修正された現状に基づいた一連のガイドラインであり、これによりソフトドラッグ使用は処罰されない。オランダでは法の刑罰に優先順位を付けており、「個人使用目的とした5グラム以下のソフトドラッグ所持」と「個人使用目的とした0.5グラム以下のハードドラッグ所持」は優先順位が低い。そのため、これらの罪は通常、起訴が猶予される。これは限られた人員をどの犯罪行為に投入するか優先順位をつけるという、他の国々の司法当局が慣例的に行なっている事を、より公式にしたものである。
寛容政策の発議者は、寛容政策がないよりも現実問題としての法的保護における一貫性を、当該政策は提供していると主張する。オランダ薬物政策の反対者は、完全合法化を要請しているか、もしくは、法で執行が出来るか否かに関わらず不正あるいは廃頽的な行動を道徳的に法で罰しなければならないと主張している。
しかしながらオランダ裁判所において、上限を設ける制度化された法の不執行は事実上の解禁に相当することを、寛容政策は長い間確定させ続けてきている。この法律は、主として国際条約の堅持と国際的な圧力を理由として、残されている。

## 薬物の法執行
オランダ政府による麻薬不法取引と戦うためのこの方針にもかかわらず、オランダはヨーロッパに入る薬物にとって重要な輸送中継地点であり、アンフェタミンやその他の合成麻薬の生産者・輸出業者の重要な中継地点であり、かつ、違法薬物の重要な消費者であり続けている。1999年の期間において、アメリカ合衆国への合成薬物エクスタシーの輸出量は前例の無い比率に達した。1997年にデザイナードラッグとの闘争のために設立されたオランダの合成薬物対策局は、成功しているように見られる。政府は国境管理の強化と近隣諸国との協調の活性化を行った。
不正取引とは対照的に薬物使用は公衆衛生問題として理解されるが、保健省・体育省・厚生省及び法務省が薬物政策の政策責任を共におっている。
他のほとんどの国々の政策とは対照的に、オランダの政策は薬物との戦いにおいて良い結果をもたらしている。年間1億3千万ユーロ以上の予算が中毒者施設のために使われており、その内約50パーセントが薬物中毒者のために使われる。オランダには様々な需要削減プログラムがあり、国内の2万5千～2万8千人のハードドラッグ使用者の約90パーセントに利用されている。ハードドラッグ中毒者の数は過去数年間で安定しており、平均年齢は38歳へ上昇した。薬物関連の死亡者数はヨーロッパで最も少ない。
2003年11月27日、オランダ国民に限りコーヒーショップがソフトドラッグを売ることができる規則を、政府は検討しているとドネル法相はを公表した。「ヨーロッパ隣国がオランダからの薬物流入を懸念していること」、加えて、「国境の町に他ヨーロッパから薬物目的の旅行者が流入していることによる住民の迷惑」の両方を解決するためにであった。2006年時点において、規制は行われておらず、コーヒーショップは外国人客にも販売している。

## 薬物使用の統計と政策の関わり
ソフトドラッグの非刑罰化にもかかわらず、オランダにおける大麻の使用率は、他の西欧諸国と比較して特段高いわけではない。欧州薬物・薬物乱用監視センター（EMCDDA）によると、2020年時点でオランダにおける15〜34歳の若年層の過去1年間の大麻使用率は17.4%であり、EU平均（15.1%）と比較して中程度の水準にある。また、EMCDDAの2023年報告では、同年の月間使用率はEU全体で9.6%とされており、オランダもこれに近い値と考えられている。
一方で、専門家の一部はソフトドラッグの非刑罰化がハードドラッグへの移行を促進する可能性を指摘している（いわゆるゲートウェイドラッグ理論を参照）。しかしながら、EMCDDAの2025年報告によると、オランダにおける**15〜34歳のコカイン使用率（過去1年間）**は3.5〜5%程度であり、スペイン、イギリス、イタリアと同等かやや高い水準である。2000年代前半においては他国よりも低い傾向が見られたが、近年では相対的な位置づけに変化が見られている。

## 国際法との関わり
オランダは1961年「麻薬に関する単一条約」、1971年「向精神薬に関する条約」及び1988年「麻薬及び向精神薬の不正取引の防止に関する国際連合条約」の条約国である。麻薬に関する単一条約は、自然界に存在する薬物、例えば大麻などの栽培及び売買を禁止している。向精神薬条約は、合成薬物、例えばバルビツル酸誘導体やアンフェタミンなどの生産及び取引を禁止している。「麻薬及び向精神薬不正取引防止条約」は、禁制薬物の所持を犯罪とみなすよう国家に求めている。
国際麻薬統制委員会は通常、麻薬及び向精神薬不正取引防止条約における所持の意味を「国家は薬物所持の罪を起訴しなければならない」と解釈している。また、条約は規制物質を医学的及び科学的使用に制限することを明示している。しかしながら、国連麻薬統制計画の元需要削減主席（Chief of Demand Reduction）であるシンディ・フレイジー (Cindy Fazey) は、条約には戦略的に若干の余地を考慮した十分な曖昧さや抜け穴がある、と考えている。
法律に反薬物の条項を残すことで、薬物に関する国際条約を準拠及び悪影響を軽減のために、オランダの薬物政策は注意深く計画されている。これまでオランダの寛容政策の一挙手一投足に懐疑的な見解を取っていた国際麻薬統制委員会からの非難を回避するために、法律に反薬物の条項を残すことは必要不可欠であった。

## 参考資料
- Bewley-Taylor, David R. and Fazey, Cindy S. J.: The Mechanics and Dynamics of the UN System for International Drug Control, 14 March 2003.
- 佐藤哲彦　「ドラッグ使用をめぐる寛容性の社会的組織化－オランダのドラッグ政策をめぐって」『人文知の新たな総合に向けて』　グローバル化時代の多元的人文学の拠点形成、2004年3月31日。 - PDF文章。
- 小森榮ほか　「オランダの薬物対策を観る」　ドラッグについてきちんと話そう - ウェイバックマシン（1999年1月17日アーカイブ分）。
- 東海大学平和戦略国際研究所編　『ドラッグ　新しい脅威と人間の安全保障』　東海大学出版会、2003年1月20日。
- Cohen, Peter The case of the two Dutch drug policy commissions 5th International Conference on the Reduction of Drug related Harm, March 1994.
- 鹿島平和研究所編　『日本外交史　14』　鹿島研究所出版会、1972年、253頁。
- 野崎託之助　「麻薬問題に対するハームリダクション政策：オランダモデル」『Sociologica』49号、161-178頁、創価大学社会学会、2005年3月。